# Farid Chawki
Farid Chawki Mohammad Abduh Badawi, né le 30 juillet 1920 au Caire dans le monde في العالم et décédé le 27 juillet 1998 à l'âge de 77 ans, connu sous le nom Farid Chawki (arabe: فريد شوقي), était un acteur égyptien, scénariste et producteur de films. Dans sa vie, il a participé dans 361 films, 12 pièces de théâtre et 12 séries télévisées ; écrit 22 scénarios de films ; et produit 26 films.

## Biographie
Farid est né dans le quartier égyptien d'El Saida Zainab dans une famille de la classe moyenne. Farid, enfant passionné de cinéma, est diplômé de l'École d'interprétation du Caire qu'il intègre après avoir obtenu le baccalauréat. Il suit également les cours de l' Institut d’arpentage et d’ingénierie, qui lui permettront d'exercer une première activité professionnelle. Il intègre la troupe du théâtre national  à Alexandrie. Par ses interprétations tant au théâtre qu'au cinéma Farid Chawki est un comédien très populaire tant en Égypte qu'en Turquie.
Il s'est mariée quatre fois.

## Filmographie sélective
- 1958 Gare centrale, de Youssef Chahine
- 1992 Emraa Ayla le El sokot
- 1990 El khadem
- 1988 Imraa Motalaka
- 1987 Ashmmawy
- 1985 Ragab El wahsh
- 1985 Adeyat Am Ahmad
- 1984 Porté disparu (Kharag wa lam ya'ud), de Mohamed Khan
- 1984 Ya Rab Walad
- 1983 El-ghoul
- 1982 Ahwet El Mawardy
- 1981 Oyun la tanam
- 1981 Taer ala el tariq
- 1981 Al shaytan yaez
- 1981 Al-saqqa mat
- 1980 Ragol Fakad Aklah
- 1979 Ankethou Hathehi Al-Aela

## Principales pièces théâtrales
Il s'est produit dans plus de 18 pièces de théâtre:
- 1991 Chare Mohamed Ali